# Медеуський сільський округ
Меде́уський сільський округ (каз. Медеу ауылдық округі, рос. Медеуский сельский округ) — адміністративна одиниця у складі Абайського району Абайської області Казахстану. Адміністративний центр та єдиний населений пункт — село Медеу.
Населення — 413 осіб (2021; 494 у 2009, 681 у 1999, 1212 у 1989).
Станом на 1989 рік існувала Медеуська сільська рада (села Архалик, Жасар, Медеу). Села Аркалик, Жасар були ліквідовані 1998 року.

## Склад
До складу округу входять такі населені пункти:
| Населений пункт | Старі назви | Населення, осіб (1989) | Населення, осіб (1999) | Населення, осіб (2009) | Населення, осіб (2021) |
| --------------- | ----------- | ---------------------- | ---------------------- | ---------------------- | ---------------------- |
| Аркалик, село   | Архалик     | 24                     | -                      | -                      | -                      |
| Жасар, село     | -           | 180                    | -                      | -                      | -                      |
| Медеу, село     | -           | 1008                   | 681                    | 494                    | 413                    |